# Fritz Valjavec
Fritz Valjavec, född 26 maj 1909 i Wien, död 10 februari 1960 i Prien am Chiemsee, var en ungersk-tysk historiker och germanist. Valjavec var medlem i Nationalsocialistiska tyska arbetarepartiet (NSDAP) och var under andra världskriget bland annat tolk vid staben för Sonderkommando 10b, ett mobilt specialkommando som opererade i södra Ukraina.